# Njiverce
Njiverce este o localitate din comuna Kidričevo, Slovenia, cu o populație de 602 locuitori.